# Cristian Riquelme
Cristian Alonso Riquelme Piña (* 14. Oktober 2003 in Valparaíso) ist ein chilenischer Fußballspieler. Der linke Außenverteidiger wurde 2024 mit CSD Colo-Colo chilenischer Meister.

## Karriere

### Verein
Cristian Riquelme begann seine Karriere bei Casablanca und wechselte in die Jugend von Everton de Viña del Mar, nachdem sein Team gegen Everton de Viña del Mar gespielt hatte. Im November 2021 debütierte der Defensivakteur in der Profimannschaft. Im August 2024 gab er seinen Wechsel zum CSD Colo-Colo bekannt, mit dem er 2024 Meister wurde.

### Nationalmannschaft
Riquelme nahm mit der U17 Chiles 2019 an der U17-Südamerikameisterschaft teil und wurde mit der jungen La Roja Vizesüdamerikameister. Dadurch qualifizierte sich Chiles U17 für die U17-Weltmeisterschaft im selben Jahr, bei der sie im Achtelfinale gegen den Gastgeber und späteren Weltmeister Brasilien ausschied. Riquelme kam in allen Spielen Chiles zum Einsatz.

## Erfolge
CSD Colo-Colo
- Chilenischer Meister: 2024
- Chilenischer Supercup-Sieger: 2024